# Eric Halpern
Eric Halpern (* 18. April 1907 in Wien, Österreich als Erich Halpern; † 5. August 1991 in Cebu City, Philippinen) war ein österreichischer Journalist.

## Von Österreich nach China

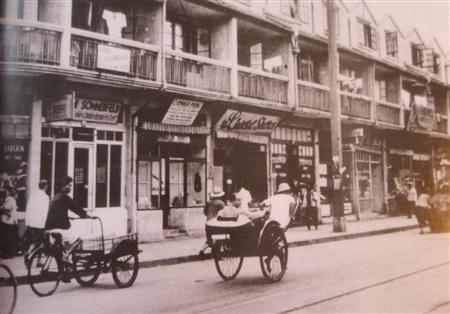
Straße im Shanghaier Ghetto 1943

Nach der Angliederung Österreichs an Nazideutschland floh Halpern, dem als Jude Verfolgung drohte, nach China. Bereits 1932 war Halpern erstmals nach Asien gereist, um im Auftrag des Völkerbundes die Umstände der Entstehung des Staates Mandschukuo zu überprüfen. 1939 ließ er sich zunächst im japanischen besetzten Shanghai nieder.
In Shanghai hatte Halpern mit Geld der Sassoon-Familie das englischsprachige Wirtschaftsmagazin „Finance and Commerce“ herausgegeben, das unter der japanischen Besatzung 1941 eingestellt werden musste. Die deutsch-jüdischen Flüchtlinge wurden unter zunehmend schwierigen Lebensbedingungen 1943 ghettoisiert, blieben aber vom Holocaust verschont.
In seiner Autobiografie Straße des Glücks behauptet der Journalist Christian Roll (1915–2006), Halpern habe während seiner Zeit in Shanghai am Strand von Repulse Bay „Jagd auf junge chinesische Knaben“ gemacht.

## Far Eastern Economic Review
Nach der Kapitulation Japans und dem sich abzeichnenden Sieg der Kommunisten im chinesischen Bürgerkrieg floh Halpern nach Hongkong. Dort gab er ab 1946 mit Kapital der Jardine Matheson Holdings, der Kadoorie-Familie und der Hongkong Bank eine Wochenzeitschrift für Wirtschaft und Politik heraus, die Far Eastern Economic Review (FEER) und fungierte er als deren Chefredakteur nach der Maxime
“To analyze and interpret financial, commercial, and industrial developments; to collect economic news; and to present views and opinions with the intent to improve existing conditions.”
Es gibt widersprüchliche Angaben über diverse Kontakte Halperns zu verschiedenen Geheimdiensten. Er selbst soll dem britischen MI5 seine Dienste angeboten haben, die nationalchinesischen Kuomintang und das amerikanische OSS verdächtigten ihn der Kollaboration mit den Japanern, bis 1952 soll er sogar sowjetischer Agent gewesen sein.
1958 zog er sich aus der FEER zurück, neuer Chefredakteur wurde der Brite Dick Wilson. Halpern, der nicht verheiratet war, lebte fortan sehr zurückgezogen. Er starb 1991 nach längerer Krankheit in Cebu City, Philippinen, wo er seit 1977 ansässig war.